# Стад Феликс Боларт
Стад „Феликс Боларт“ (френско произношение: [stad.fe.liks.bɔ'laʁt]) е главният стадион за футбол в гр. Ланс, Франция.
Построен е през 1933 г. и е дом на РК Ланс. Капацитетът на стадиона е 41 229 места – с около 4 000 повече от жителите на града. Случаят е идентичен с този на СК Хееренвеен, чийто стадион Абе Ленстра повече хора от населението на самия гр. Хееренвеен.
Стад „Феликс Боларт“ е наречен на търговския директор на минната промишленост в града, който искал да популяризира развитието на спортните клубове в града и решил построяването на стадиона през 1931 г. Той обаче починал преди официалното му откриване.

## История
Стадионът е приемал мачове от следните големи международни турнири:
- Европейско първенство по футбол 1984
- Световно първенство по футбол 1998
- Световно първенство по ръгби 1999
- Световно първенство по ръгби 2007
- Европейско първенство по футбол 2016

|  | Тази страница частично или изцяло представлява превод на страницата Stade Félix-Bollaert в Уикипедия на английски. Оригиналният текст, както и този превод, са защитени от Лиценза „Криейтив Комънс – Признание – Споделяне на споделеното“, а за съдържание, създадено преди юни 2009 година – от Лиценза за свободна документация на ГНУ. Прегледайте историята на редакциите на оригиналната страница, както и на преводната страница, за да видите списъка на съавторите. ВАЖНО: Този шаблон се отнася единствено до авторските права върху съдържанието на статията. Добавянето му не отменя изискването да се посочват конкретни източници на твърденията, които да бъдат благонадеждни. |